# Tuscaloosa (Alabama)
Tuscaloosa és una població dels Estats Units a l'estat d'Alabama. Segons el cens del 2009 tenia 93.215 habitants.

## Demografia
Segons el cens del 2000, Tuscaloosa tenia 77.906 habitants, 31.381 habitatges, i 16.945 famílies La densitat de població era de 534,8 habitants/km².
Dels 31.381 habitatges en un 23,9% hi vivien nens de menys de 18 anys, en un 35% hi vivien parelles casades, en un 15,7% dones solteres, i en un 46% no eren unitats familiars. En el 35,2% dels habitatges hi vivien persones soles el 9,3% de les quals corresponia a persones de 65 anys o més que vivien soles. El nombre mitjà de persones vivint en cada habitatge era de 2,22 i el nombre mitjà de persones que vivien en cada família era de 2,93.
Per edats la població es repartia de la següent manera: un 19,8% tenia menys de 18 anys, un 24,5% entre 18 i 24, un 25,4% entre 25 i 44, un 18,5% de 45 a 60 i un 11,8% 65 anys o més.
L'edat mediana era de 28 anys. Per cada 100 dones hi havia 90,8 homes. Per cada 100 dones de 18 o més anys hi havia 87,9 homes.
La renda mediana per habitatge era de 27.731 $ i la renda mediana per família de 41.753 $. Els homes tenien una renda mediana de 31.614 $ mentre que les dones 24.507 $. La renda per capita de la població era de 19.129 $. Aproximadament el 14,2% de les famílies i el 23,6% de la població estaven per davall del llindar de pobresa.

## Poblacions més properes
El següent diagrama mostra les poblacions més properes.